# Бобара (Томиславград)
Бобара је насељено мјесто у Општини Томиславград, Кантон 10, Федерација Босне и Херцеговине, Босна и Херцеговина. Насеље је основано 2009, а раније се налазило у саставу села Коло.